# Hagemeister (isola)
Hagemeister è un'isola dello stato dell'Alaska (USA), si trova nel mare di Bering vicino alla costa settentrionale della baia di Bristol, all'ingresso della baia di Togiak. L'isola è lunga 26 km e ha una superficie di 300 km².
Ha preso il nome del capitano russo Leontij Andrianovič Gagemejster, che guidò tre viaggi nell'America russa e intorno al mondo (tra il 1806 e il 1830). Il nome fu pubblicato come Ostrov Gagemejstera dal tenente Gavriil Saryčev della Marina imperiale russa nel 1826.
Hagemeister fa parte dell'Alaska Maritime National Wildlife Refuge.